# Parafia św. Wojciecha i św. Jerzego w Zatorze
Parafia Świętych Wojciecha i Jerzego w Zatorze – parafia rzymskokatolicka należąca do dekanatu Zator archidiecezji krakowskiej. Została utworzona w XIII wieku. Kościół parafialny został wybudowany i konsekrowany w 1393.
Pierwsza wzmianka o kościele pochodzi z 1292 roku. W 1468 do parafii należały m.in. Trzebieńczyce, Wiglowice i Laskowa.